# Robert Strange
Robert Strange (Manchester, 1796. szeptember 20. – Fayetteville, 1854. február 19.) az Amerikai Egyesült Államok szenátora (Észak-Karolina, 1836–1840).